# Café instantané

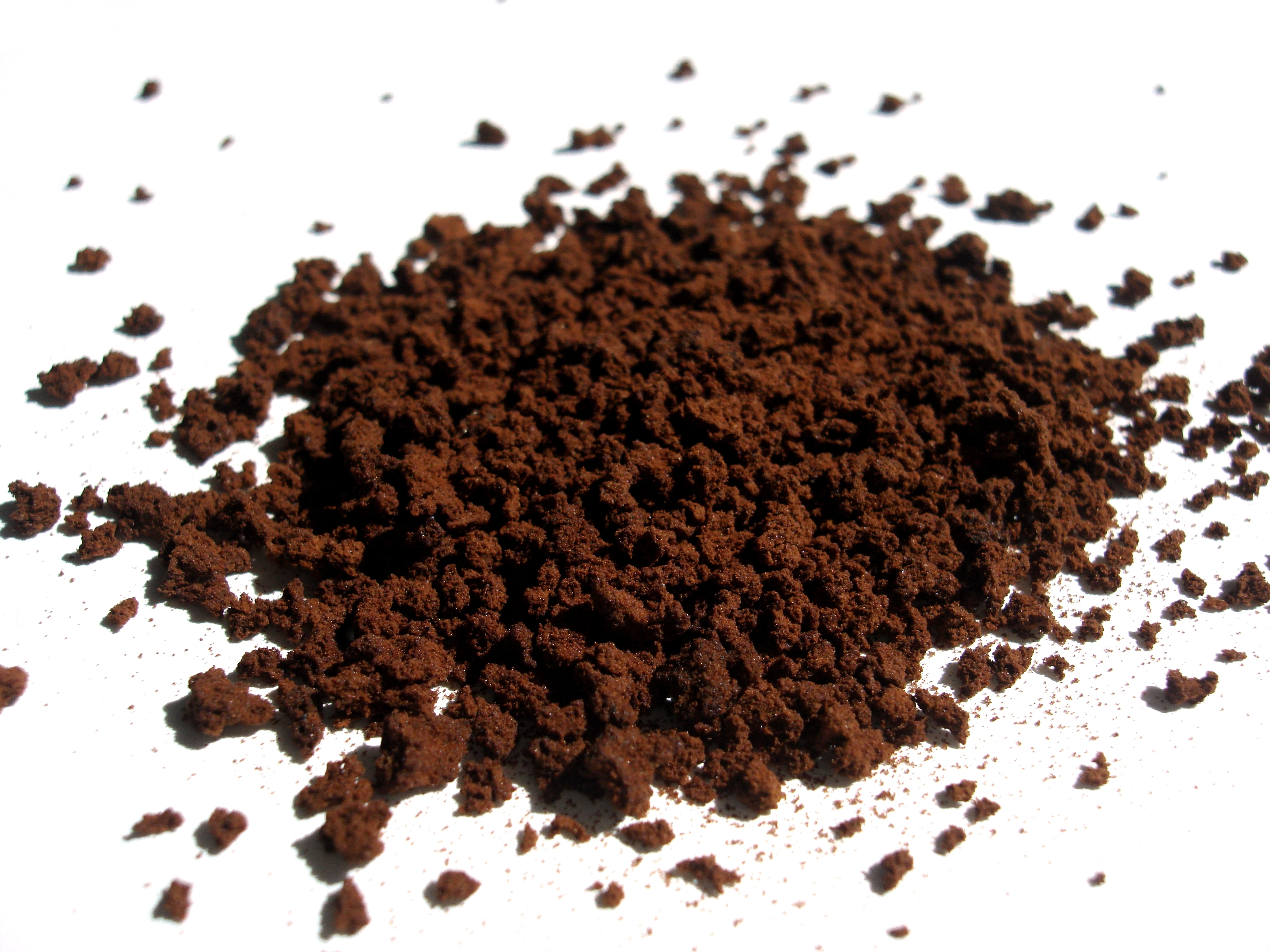
Café instantané.

Le café instantané, aussi appelé café soluble ou café en poudre, est une boisson dérivée des grains de café broyés. Le café instantané est préparé par lyophilisation ou atomisation, et doit être réhydraté pour être consommé.
Les avantages du café instantané sont la rapidité de la préparation (ajouter de l'eau chaude suffit), un volume et un poids plus réduits en termes de transport que les grains de café pour un même volume de café préparé et une plus longue conservation dans des conditions normales.
Après utilisation, le café soluble ne laisse pas de marc de café, ce qui peut être vu comme un avantage (pour la vaisselle) ou comme un inconvénient (pour le jardinage).

## Histoire

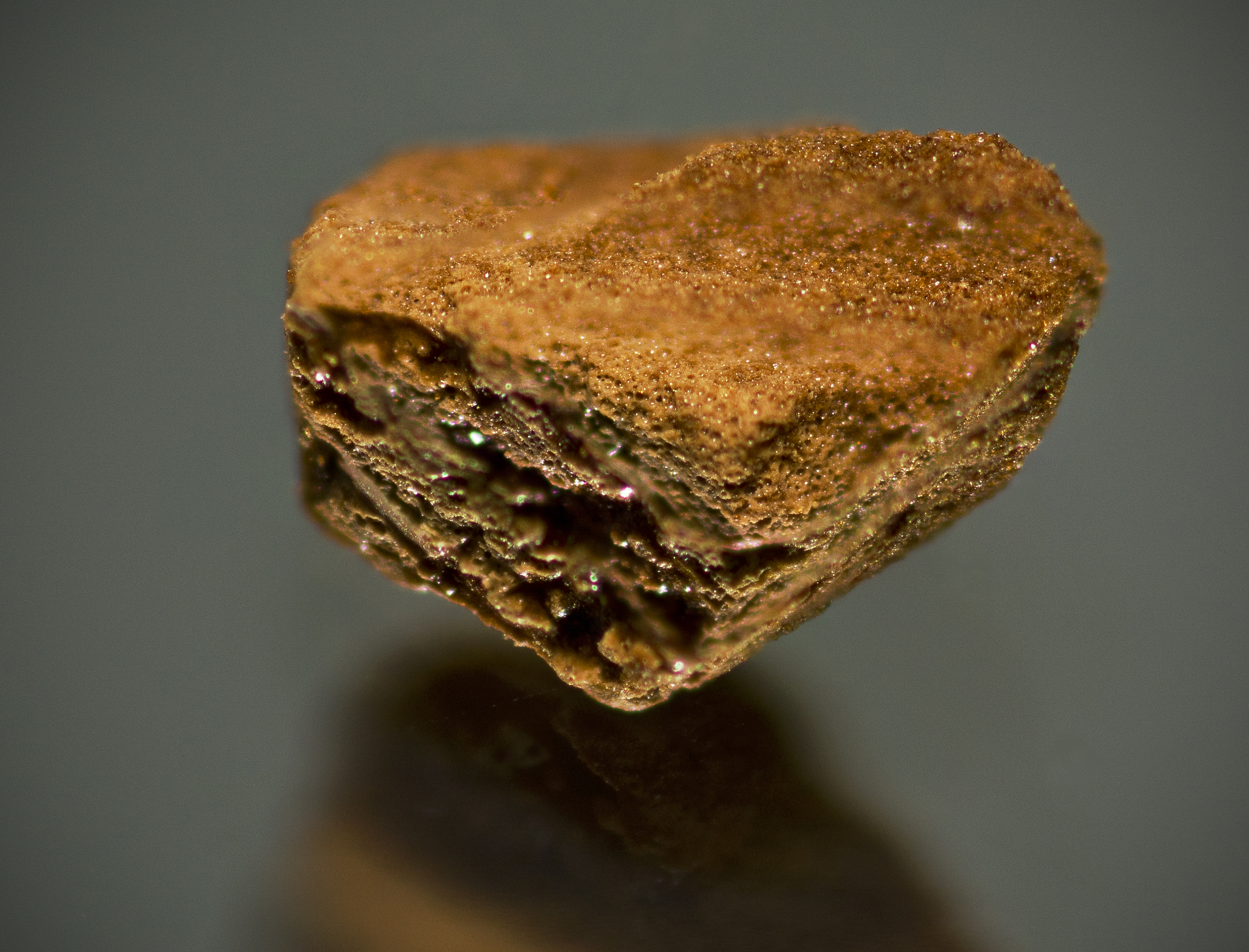
Gros plan d'un granule de Nescafé Gold Blend

C’est Alphonse Allais qui est l'inventeur du café lyophilisé dont il dépose le brevet le 7 mars 1881 sous le numéro 141520. Constatant que dans l'armée où il effectuait son service militaire tout le monde se plaignait que le café était toujours mauvais, il eut donc cette idée de dessécher le café et d'en déposer le brevet pour le sucre-café-soluble, initialement destiné aux armées en campagne.
Le café instantané a sans doute été réinventé en 1890 par David Strang de Invercargill en Nouvelle-Zélande sous le numéro de brevet 3518. Il était vendu sous la marque Strang's Coffee et indiquait le brevet de processus « à air sec ».  
En 1900, Grigore Capşa, pâtissier roumain formé à Paris et directeur du café Capşa, plus haut lieu intellectuel de Bucarest à cette époque, met au point un véritable café soluble destiné à être utilisé dans ses préparations pâtissières, et ce bien avant Nestlé. 
Dans les années 1930, l'office brésilien du café cherche à écouler ses stocks de grains de café brut. Il demande à Nestlé de développer des « cubes de café » qui par simple adjonction d'eau chaude devrait permettre d'avoir instantanément un café. En Suisse, une équipe est créée avec le professeur Paul Dutoit et le chimiste Max Morgenthaler (1901-1980). Les premiers essais ne sont pas concluants et la direction générale demande de les cesser. Mais Max Morgenthaler poursuit ses recherches dans sa maison. Il trouve enfin la formule : le grain est torréfié, moulu et passé dans de grosses cafetières, puis déshydraté. On ajoute ensuite des hydrates de carbone sans goût pour faciliter le séchage. Nescafé, qui perfectionna le procédé, fut créée en 1938.

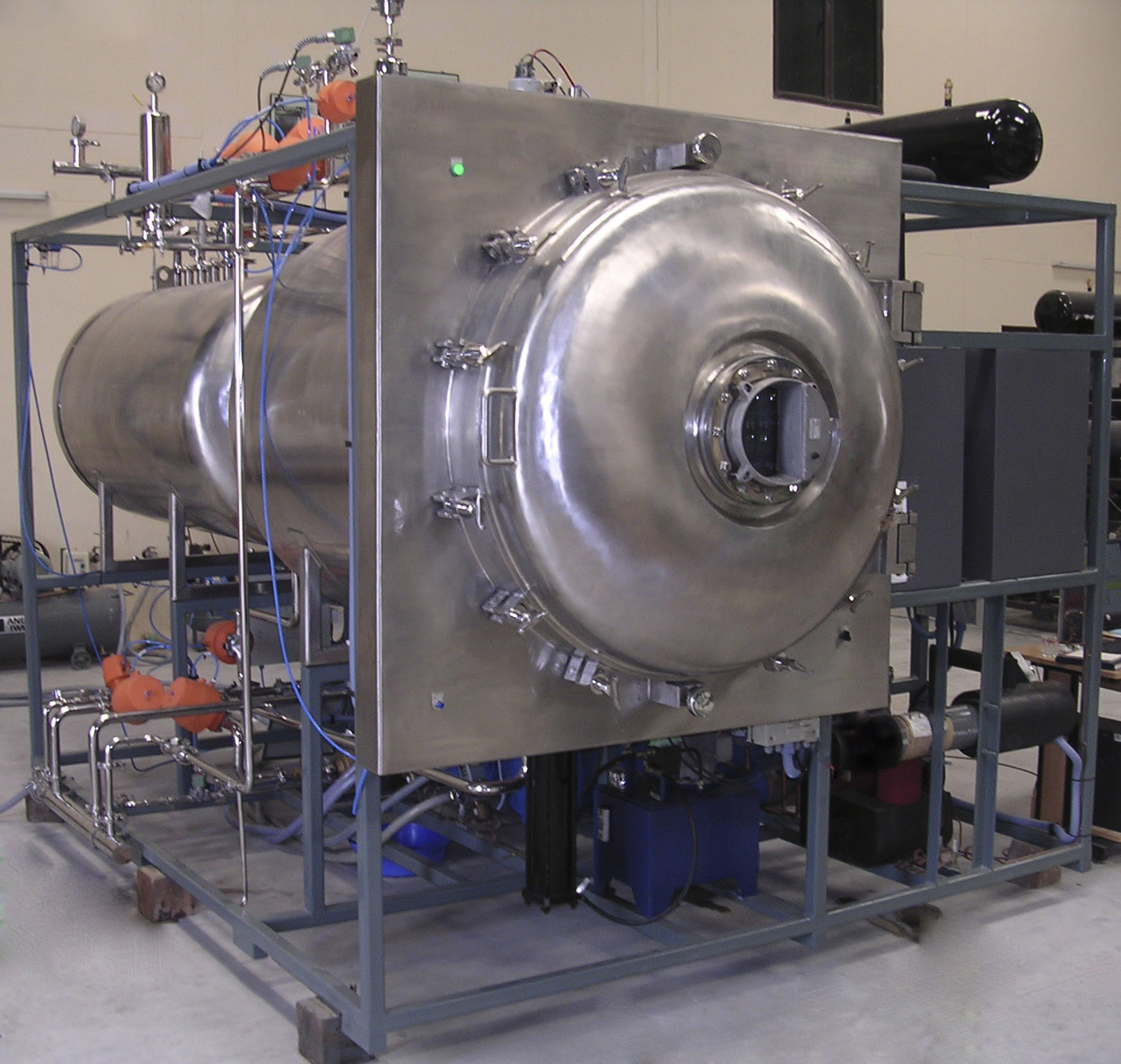
Un lyophilisateur.

Les procédés de lyophilisation mis au point par le National Research Corp. lors de la Seconde Guerre mondiale ont indirectement contribué au perfectionnement du café instantané. À l'origine conçus pour la préparation de la pénicilline, du plasma sanguin et de la streptomycine pour l’armée américaine, ces procédés sont recyclés par le NRC.

## Toxicité

### Dose excessive
La facilité de préparation du café instantané pourrait favoriser la consommation d'une dose excessive. Par conséquent, les conteneurs de café solubles doivent inclure dans leur étiquetage la quantité de café du récipient avec lequel une dose est formée. De plus, ces conteneurs doivent être tenus loin des enfants.

La caféine en poudre (composante psychoactive du café pur, inhabituellement isolée) est distincte du simple café en poudre (café instantané, sous forme déshydratée). La première est 17 fois plus concentrée en caféine que le second, et près de 30 fois qu'une tasse de café express. La consommation d'une petite cuillère à café de caféine pure peut avoir de graves conséquences sur la santé.
Le café instantané contient en moyenne deux fois plus d'acrylamide que le café torréfié frais, ce qui est dangereux pour la santé (effet cancérigène notoire),.
En 2015, l’Autorité européenne de sécurité des aliments (EFSA) a conclu que l’acrylamide dans les aliments « accroît potentiellement le risque de développement d’un cancer pour les consommateurs de tous les groupes d’âge », concluant toutefois que « les niveaux actuels d'exposition alimentaire n’étaient pas préoccupants pour la santé ». Selon un rapport publié par SumOfUs, organisation internationale d’alerte sur la consommation, les taux d’acrylamide dans de nombreux produits alimentaires sont très supérieurs aux recommandations. L'organisme a ainsi détecté dans du café instantané vendu en Belgique un taux d'acrylamide 42 fois plus élevé que la recommandation officielle. Le manque de transparence dans le développement alimentaire, et les inspections de qualité et leurs certificats, peuvent influer sur cela.

## Propriétés physiques
Le café soluble permet de reproduire un phénomène de physique ondulatoire nommé effet chocolat chaud. Après avoir touillé un liquide chaud additionné de café soluble, quand on tape au fond du récipient de manière répétée, on observe que le son produit devient de plus en plus aigu. Ce phénomène est documenté dès 1969 par Farrell et al.